# フルトン・センター

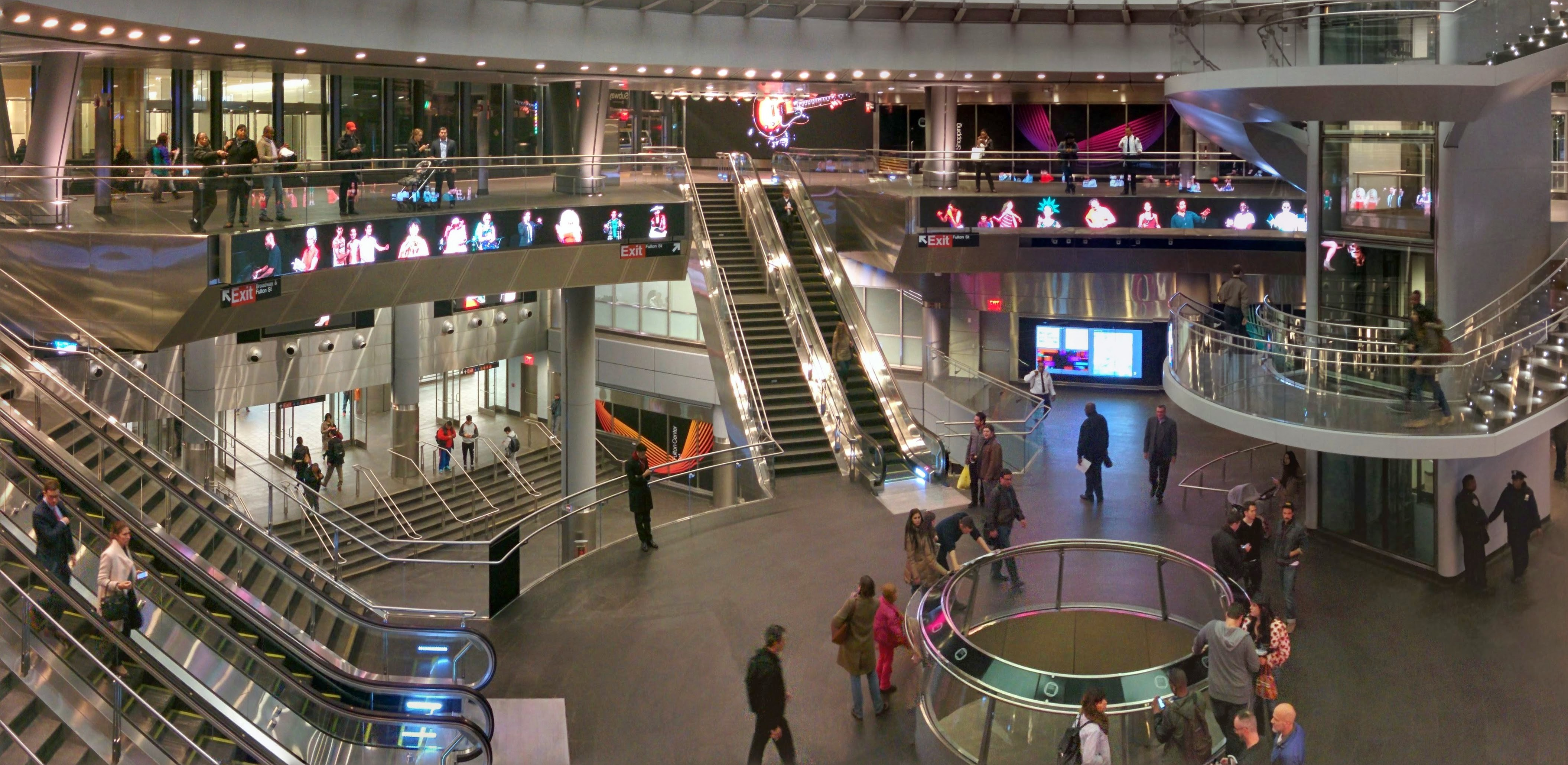
開業日のフルトン・センター内部

フルトン・センター (Fulton Center) は、ニューヨーク市マンハッタン区フィナンシャル・ディストリクトのフルトン・ストリートおよびブロードウェイの交差点にメインビルが建つニューヨーク市地下鉄の乗り換えおよび小売店の複合施設である。

## 概要
フルトン・センターはメトロポリタン・トランスポーテーション・オーソリティ（MTA）による総工費14億ドルのプロジェクトの一環である。このプロジェクトは、ニューヨーク市地下鉄フルトン・ストリート駅を改修し、周辺の地下鉄駅をつなぐ新しい地下通路および出入り口を建設するものである。この複合施設はデイ・ストリート・パッセージウェイとともに、2014年11月10日に正式にオープンした。
このプロジェクトは、複数のニューヨーク市地下鉄フルトン・ストリート駅を地下通路で統合し、さらにデイ・ストリート・パッセージウェイとワールド・トレード・センター・トランスポーテーション・ハブを通じて、チェンバーズ・ストリート-ワールド・トレード・センター/パーク・プレイス駅、WTCコートランド駅（1系統）、そしてコートランド・ストリート駅（N R W系統）に加えてパストレインのワールド・トレード・センター駅を地下通路でつなぐことを目的としている。このプロジェクトは2005年に開始されたが、数年間資金を調達できず、計画の承認が下りず、完成までのスケジュールも立っていなかった。しかし、この計画は2009年アメリカ復興・再投資法の支援を受け実現されることとなった。そして、オーヴ・アラップ・アンド・パートナーズが全プロジェクトの主契約者となった。
当初はフルトン・ストリート・トランジット・センター（Fulton Street Transit Center）という名前であったが、2012年5月にフルトン・センターと改称された。このセンターはより小売施設に力を入れることとなり、特にメインビルの上階と地階、およびメインビルと隣接するコービン・ビルの1階は小売施設が充実している。コービン・ビルはこのプロジェクトの一環で再建された。ウェストフィールド・グループがフルトン・センターの小売施設を運営・管理することとなっている。

## 施設

### 入り口

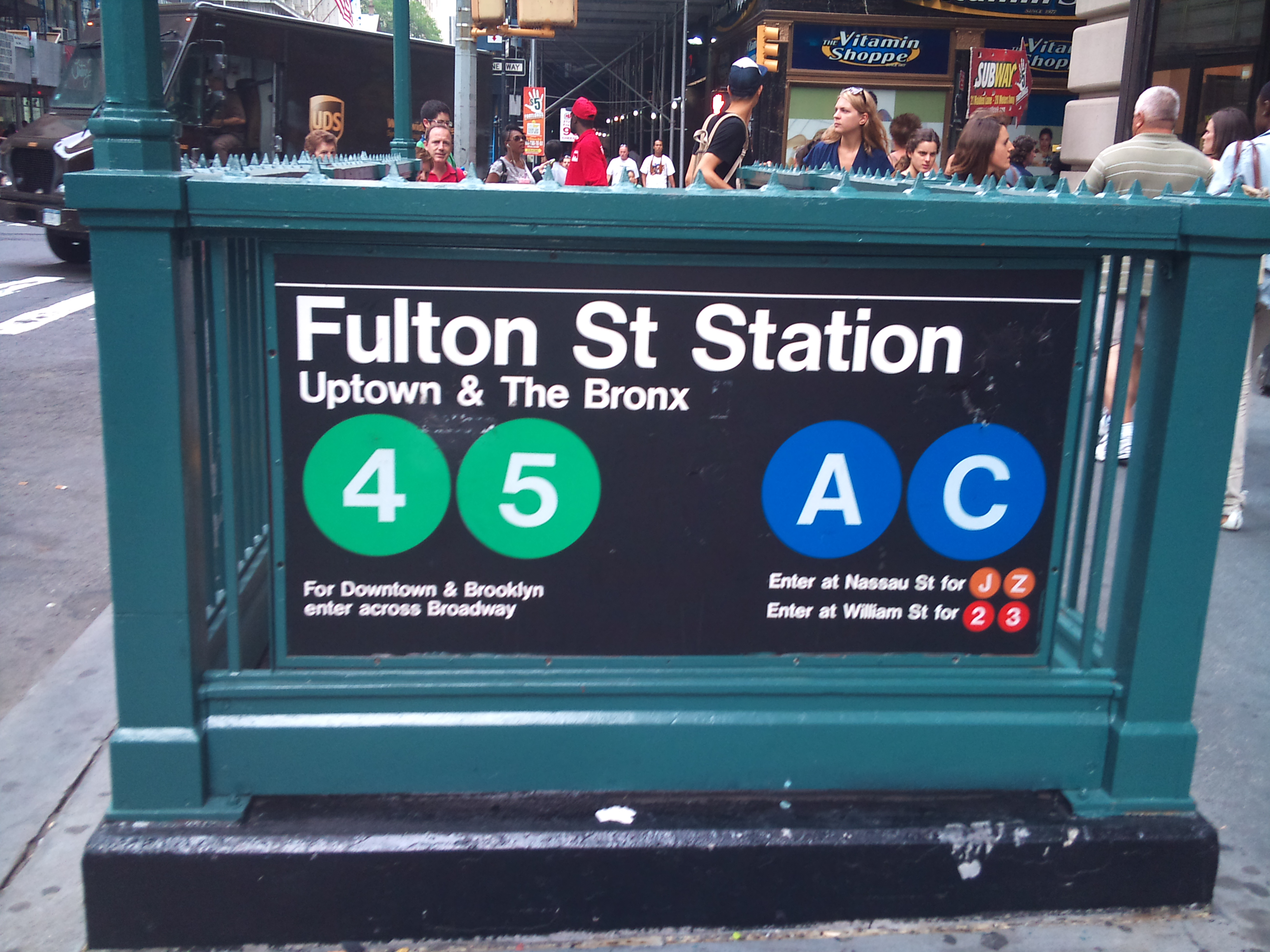
改修工事前のメイデン・レーン (Maiden Lane) のフルトン・ストリート地下鉄駅入り口
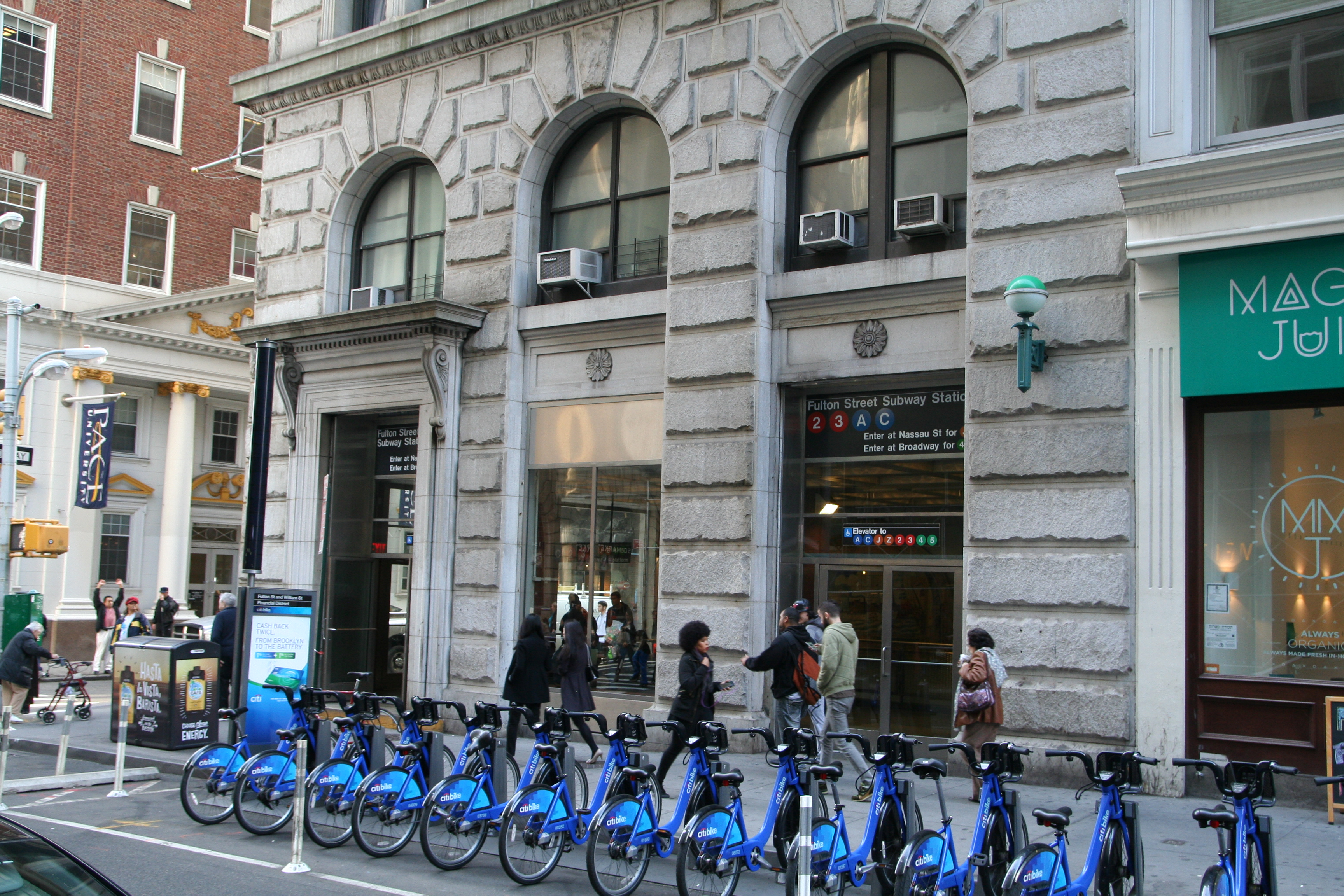
135 ウィリアム・ストリートのフルトン・ストリート地下鉄駅入り口
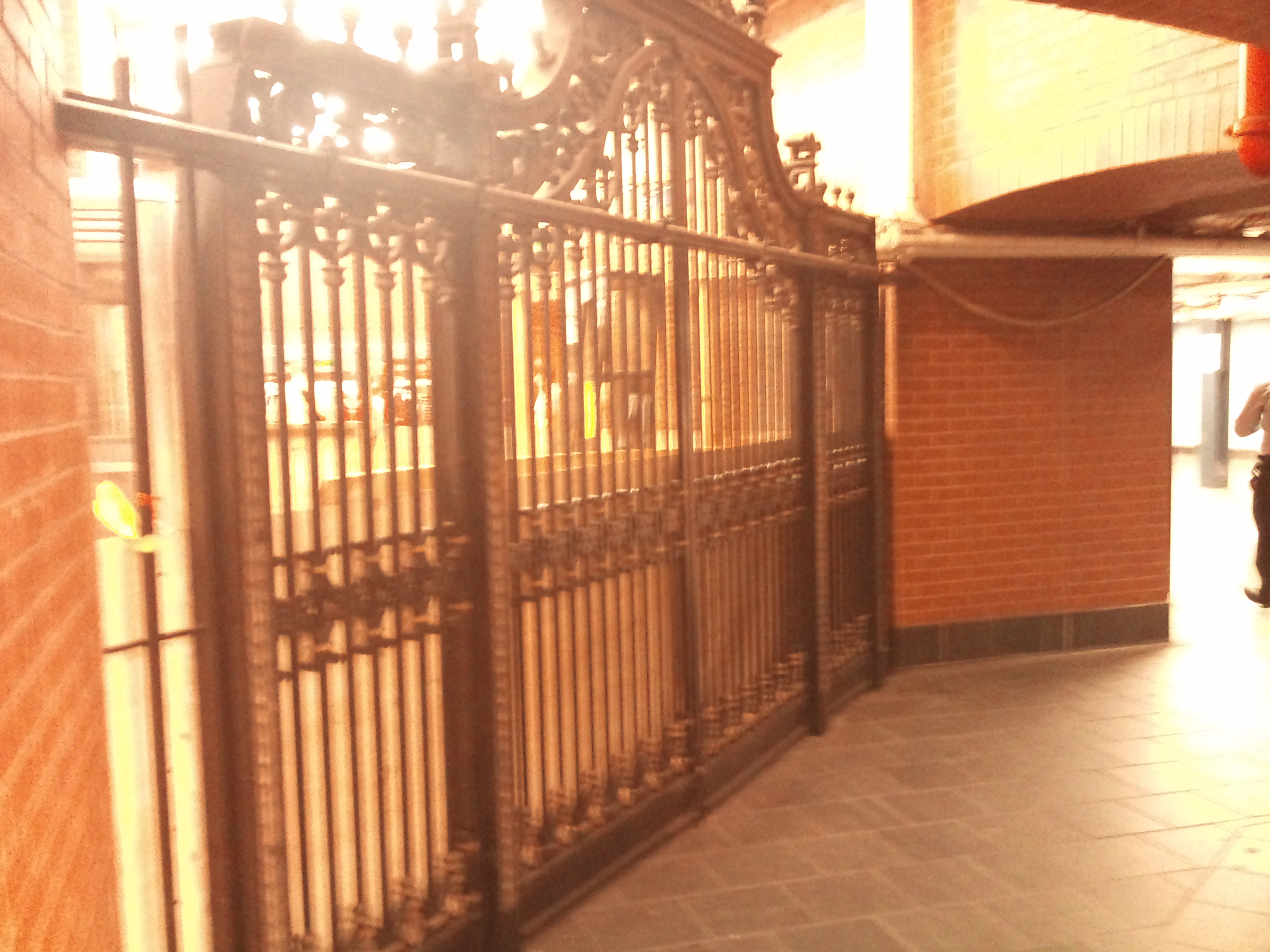
改修工事前に存在したMcAlpin Hotelからの地下通路への入り口。

### IND乗り換えメザニン

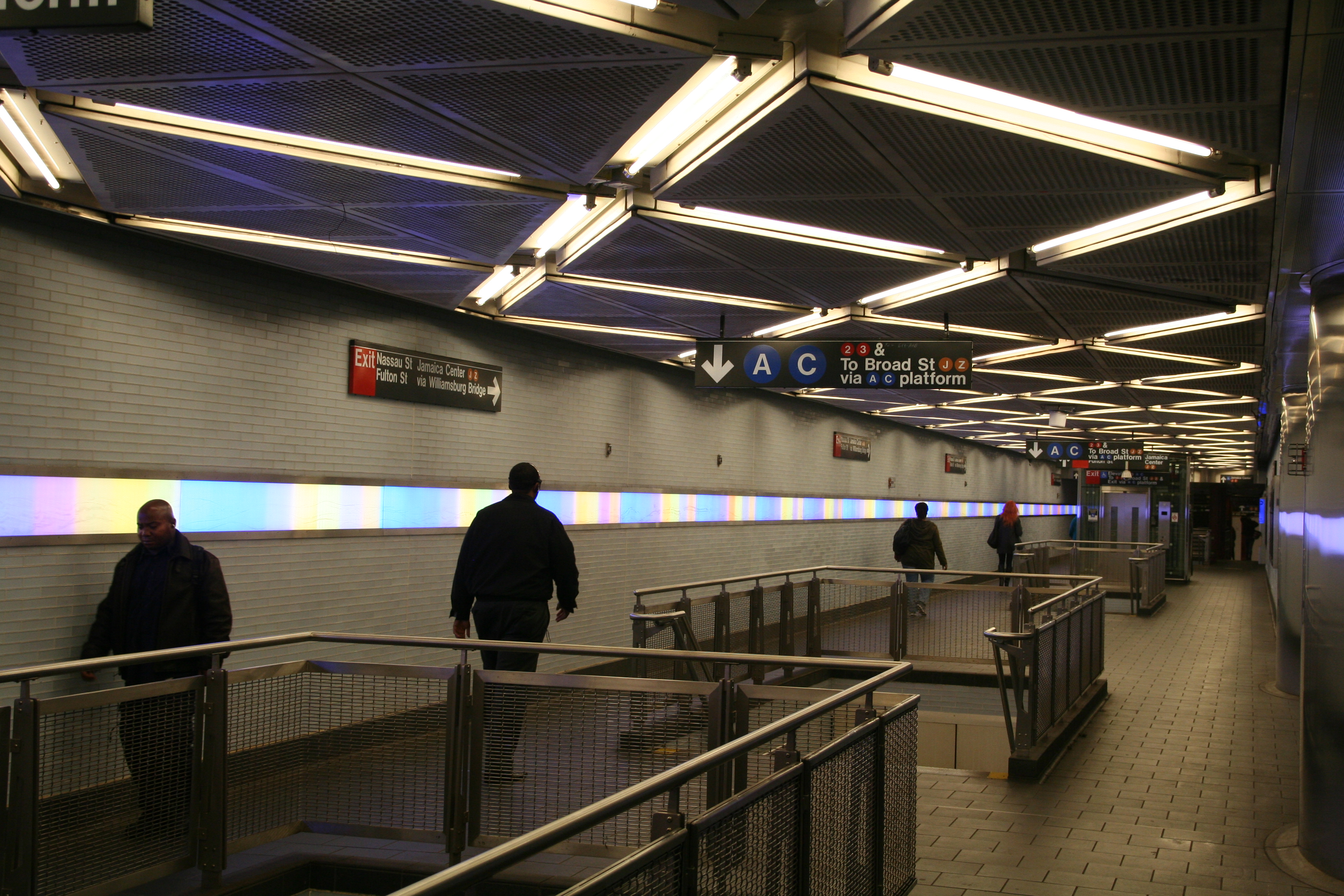
A C系統のメザニンの西半分にある新しい通路。
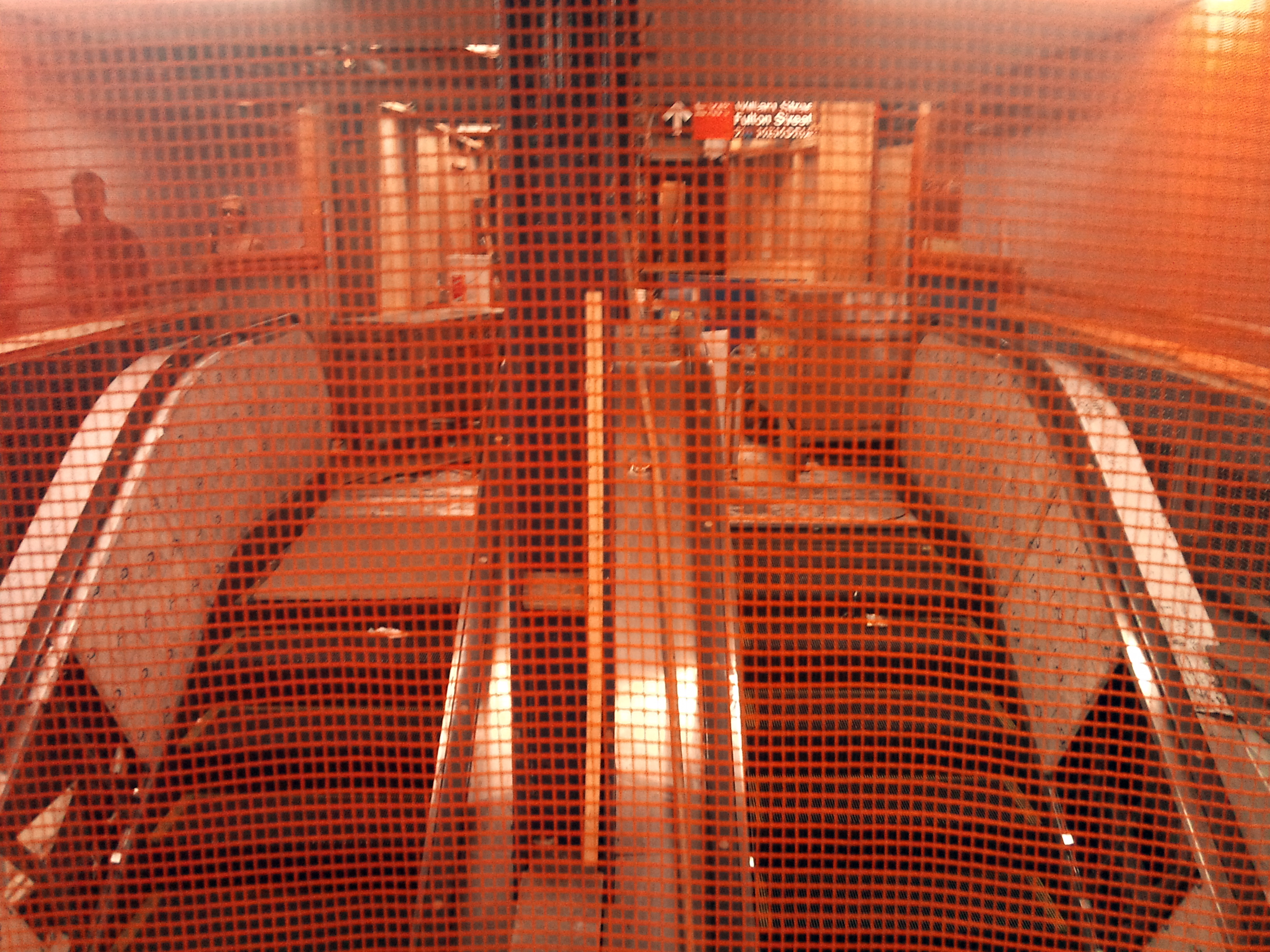
2 3系統のホームおよび135 ウィリアム・ストリートからA C系統のメザニンへつながるエスカレータ。
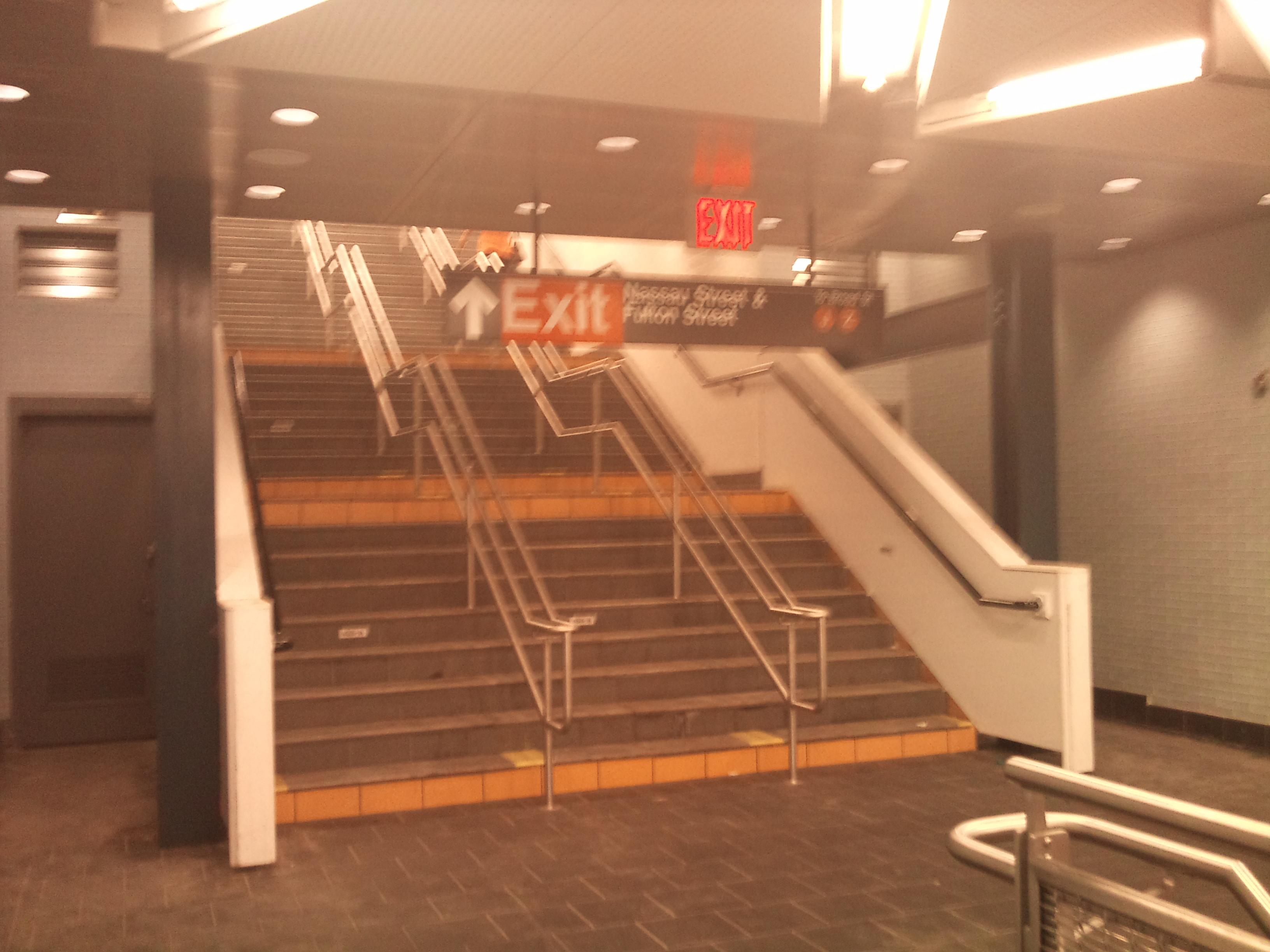
ダウンタウン方面J Z系統のホームへつながる階段。
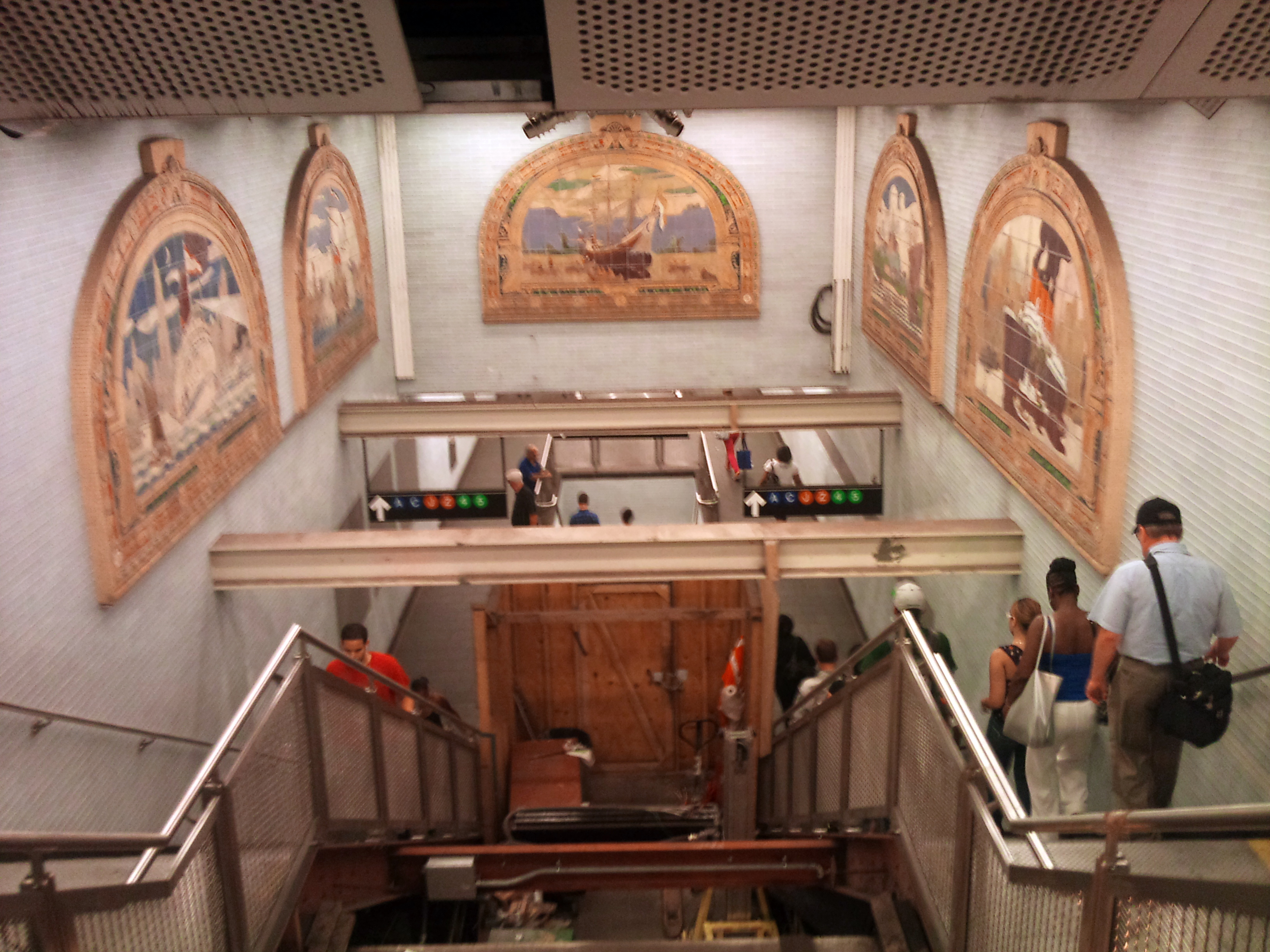
A C系統のホームに面したA C系統の乗り換えメザニンの壁のアートワーク。
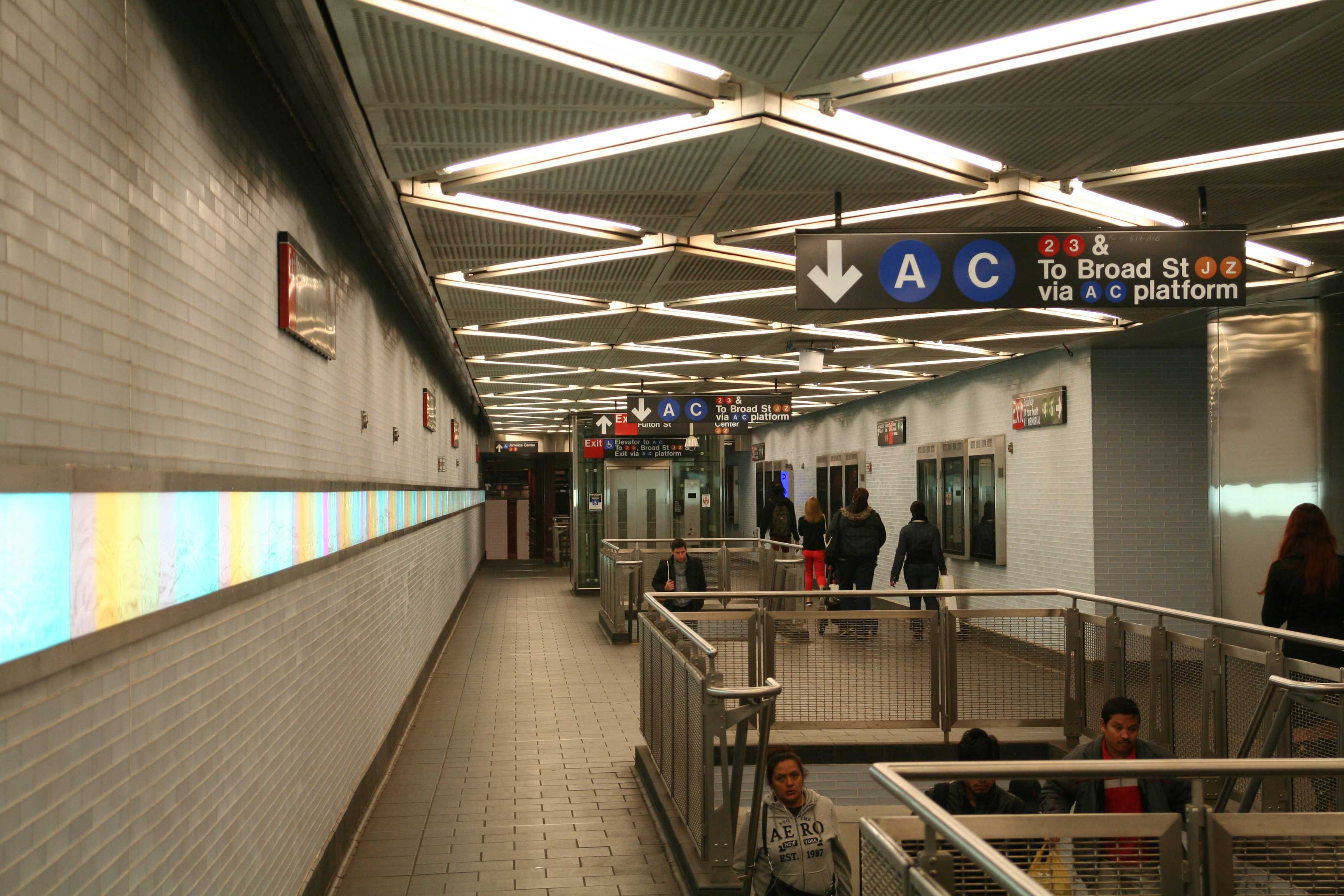
アップタウン方面J Z系統のホームに面したA C系統のメザニン。

### デイ・ストリート・ヘッドハウスとパッセージウェイ
- デイ・ストリートの入り口の中
- デイ・ストリートとブロードウェイの交差点南西に建つDey Street Headhouse
- headhouseへのエレベータ
- デイ・ストリート入り口の建設
- ダウンタウン方面レキシントン・アベニュー線のホームからの乗り換え通路。デイ・ストリート・パッセージウェイとフルトン・ビルをつなぐ。

### フルトン・ビル

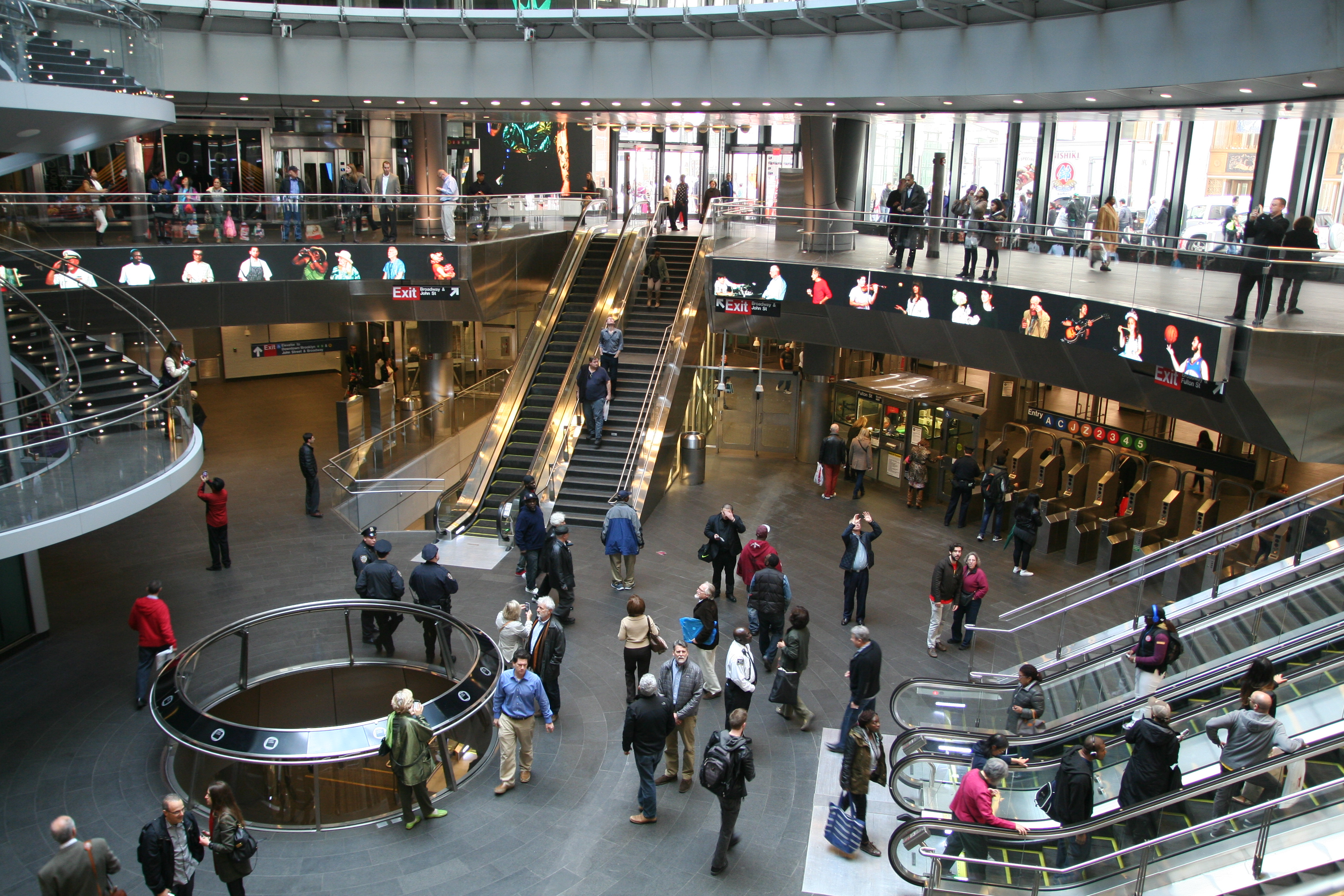
フルトン・ビルのメイン・フロア
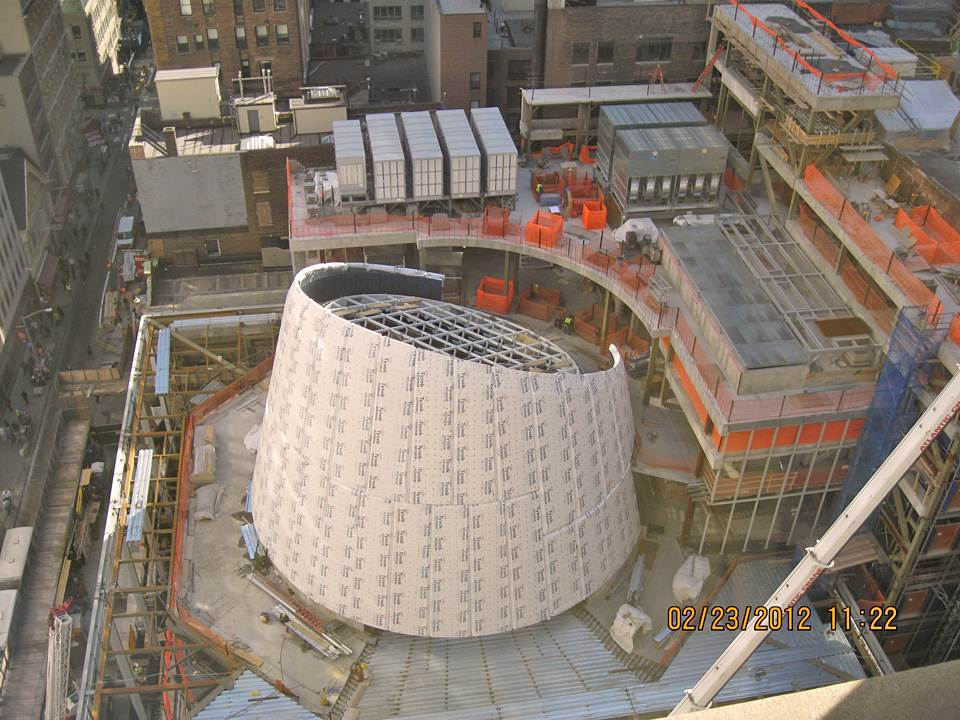
建設中のドーム
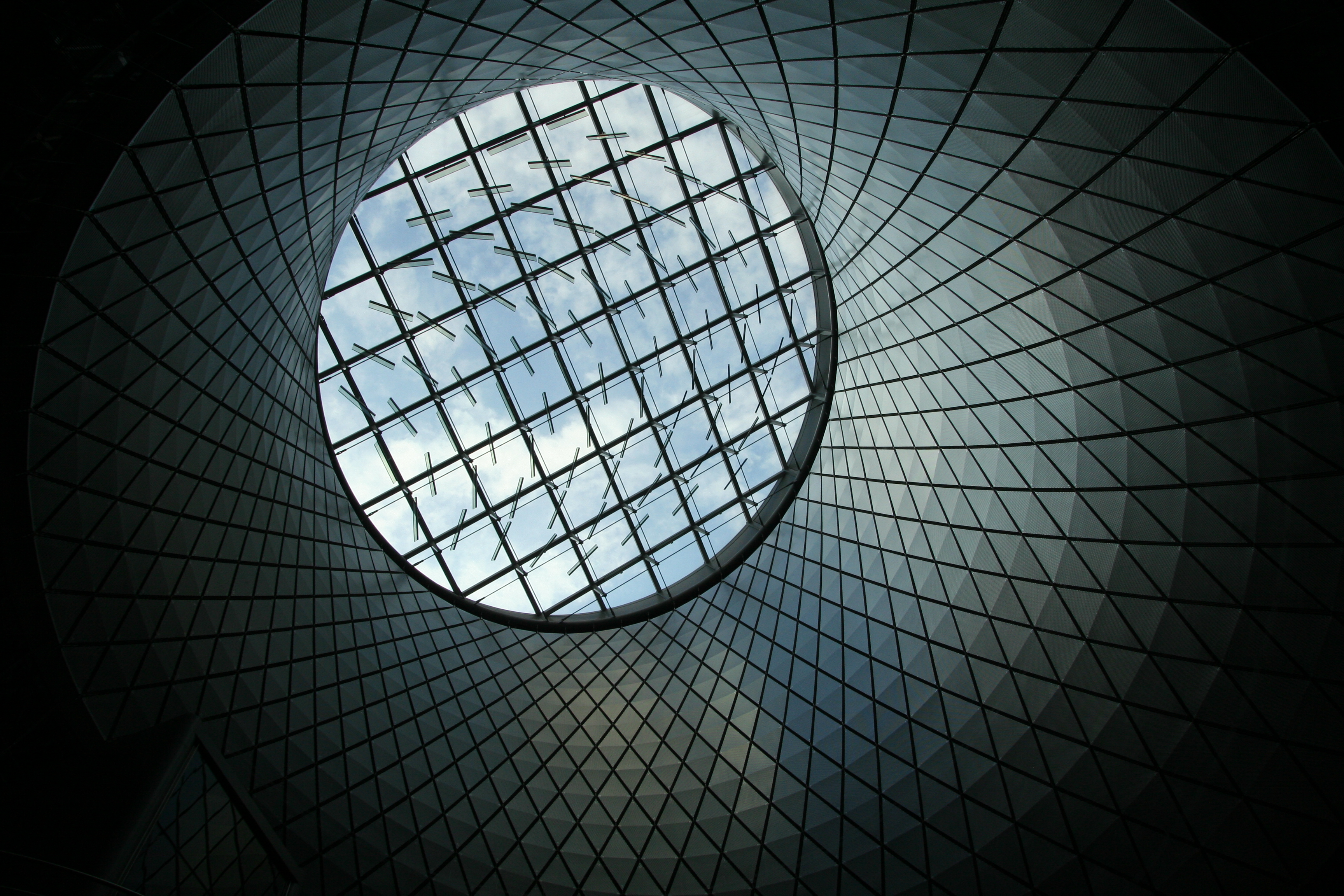
フルトン・ビルの中心から見た"Sky Reflector-Net"

### コービン・ビル

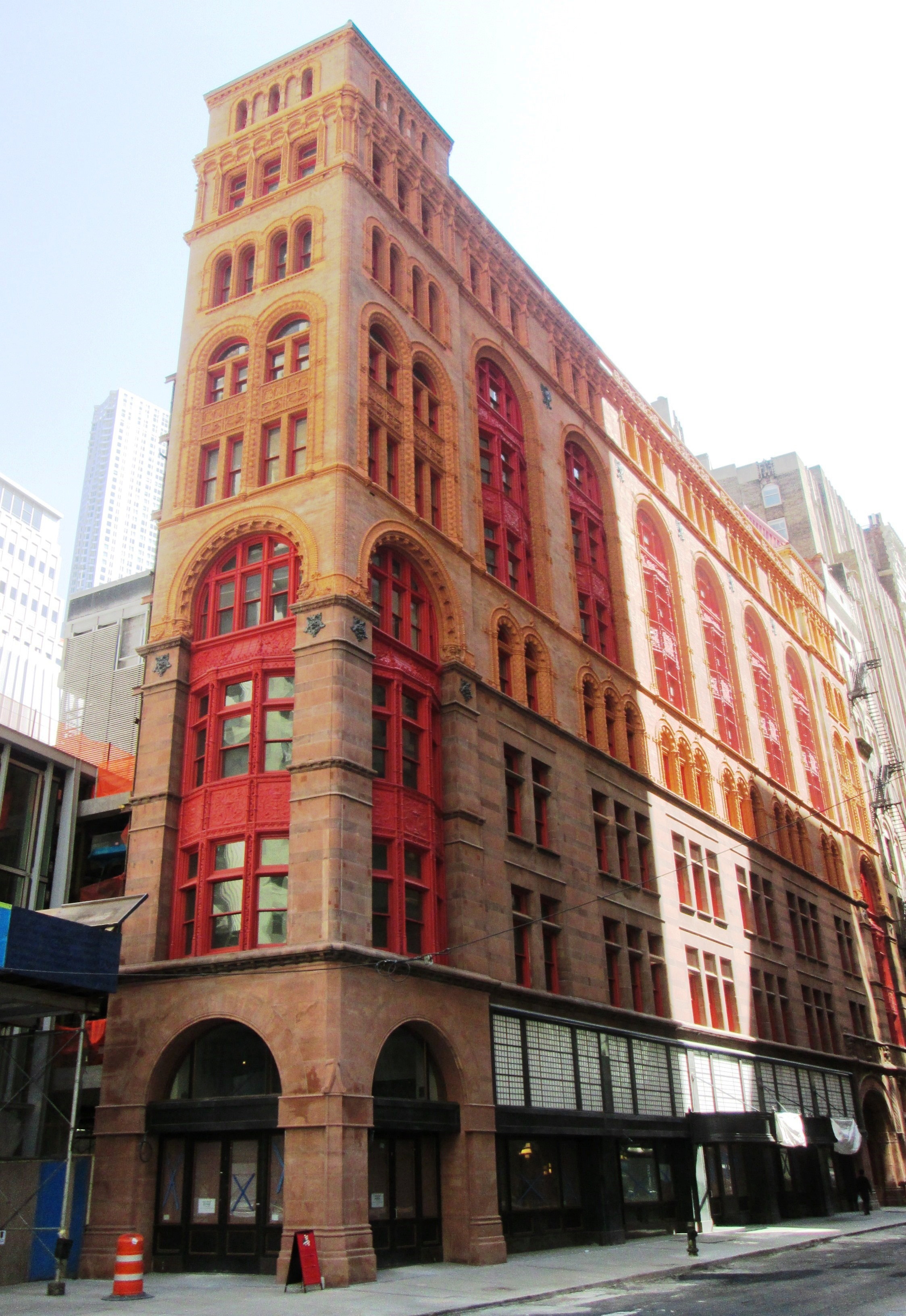
改修後のコービン・ビル

## アクセス可能な駅
フルトン・センター・プロジェクトは当初、5つのニューヨーク市地下鉄駅を改修して地下で統合する計画であった。
- IRTブロードウェイ-7番街線  2   3  系統 フルトン・ストリート駅
- IRTレキシントン・アベニュー線  4   5  系統 フルトン・ストリート駅
- IND8番街線  A   C  系統 フルトン・ストリート駅
- BMTナッソー・ストリート線  J   Z  系統 フルトン・ストリート駅
- BMTブロードウェイ線  N   R   W  系統 コートランド・ストリート駅

パストレイン ワールド・トレード・センター駅および以下の2つのニューヨーク市地下鉄駅がワールド・トレード・センター・トランスポーテーション・ハブを通してフルトン・センターとつながることになっている。
- IRTブロードウェイ-7番街線  1  系統 WTCコートランド駅
- IND8番街線  E  系統 ワールド・トレード・センター駅

デイ・ストリート・パッセージウェイはフルトン・ストリート複合施設とコートランド・ストリート駅をつないでいるが、この通路は改札の外にあるため、これらの駅の間での乗り換えは再度運賃が加算される。また、このコートランド・ストリート駅とチェンバーズ・ストリート-ワールド・トレード・センター駅（A C E系統）の間は改札内連絡通路でつながっている。ワールド・トレード・センター・トランスポーテーション・ハブが開業すると、フルトン・センターとコートランド・ストリート駅、そしてWTCコートランド駅が、乗り換えの際は再度運賃が加算されるが、地下通路でつながることになる。デイ・ストリート・パッセージウェイはフルトン・センターとワールド・トレード・センター・トランスポーテーション・ハブを、さらにウエスト・コンコースはワールド・トレード・センター・トランスポーテーション・ハブとブルックフィールド・プレイス（旧称ワールド・フィナンシャル・センター）を地下でつないでおり、この通路は改札の外にあることから利用者は地下鉄料金を払わずに通行することができる。